# Ammannia kilimandscharica
Ammannia kilimandscharica är en fackelblomsväxtart som först beskrevs av Emil Bernhard Koehne, och fick sitt nu gällande namn av S.A.Graham och Gandhi. Ammannia kilimandscharica ingår i släktet Ammannia och familjen fackelblomsväxter.

## Underarter
Arten delas in i följande underarter:
- A. k. hispidula
- A. k. ngongensis